# Julie Haydon
Pour les articles homonymes, voir Haydon.
Julie Haydon (nom de scène) est une actrice américaine, née Donella Lightfoot Donaldson le 10 juin 1910 à Oak Park (Illinois) et morte le 24 décembre 1994 à La Crosse (Wisconsin), .

## Biographie
Julie Haydon entame sa carrière au théâtre en Californie au début des années 1930, interprétant notamment Titania dans Le Songe d'une nuit d'été de William Shakespeare, produit et mis en scène par Max Reinhardt en 1934 au Hollywood Bowl. À Broadway (New York), elle joue dans neuf pièces entre 1935 et 1947, son rôle le plus connu durant cette période étant celui de Laura Wingfield dans La Ménagerie de verre de Tennessee Williams (1945-1946, avec Anthony Ross et Laurette Taylor). Ultérieurement, elle reprend cette pièce aux États-Unis, la dernière fois en 1980 Off-Off-Broadway (tenant cette fois le rôle de la mère, Amanda Wingfield).
Toujours à Broadway, mentionnons également Shadow and Substance (en) de Paul Vincent Carroll (en) (1938, avec Sara Allgood et Cedric Hardwicke) et The Time of Your Life (en) de William Saroyan (1939-1940, avec Celeste Holm et Gene Kelly).
Au cinéma, elle contribue dans les années 1930 à vingt-quatre films américains, depuis The Great Meadow de Charles Brabin (1931, avec Johnny Mack Brown et Eleanor Boardman) jusqu'à Secrets de famille de George B. Seitz (1937, avec Lionel Barrymore et Mickey Rooney). Entretemps, citons L'Âme du ghetto de Gregory La Cava (1932, avec Ricardo Cortez et Irene Dunne) et Le Goujat de Ben Hecht et Charles MacArthur (1935, avec Noël Coward et Stanley Ridges). Quasiment retirée du grand écran après 1937, elle réapparaît toutefois dans un ultime film de 1947.
À la télévision américaine, elle collabore à cinq séries de 1949 à 1954. Restée veuve aux termes d'un bref mariage (en 1955) de trois ans, elle continue à jouer au théâtre, en particulier au Collège Sainte-Thérèse (en) à Winona (Minnesota), où elle est actrice en résidence de 1962 à 1972.
Julie Haydon meurt en 1994, à 84 ans.

## Théâtre

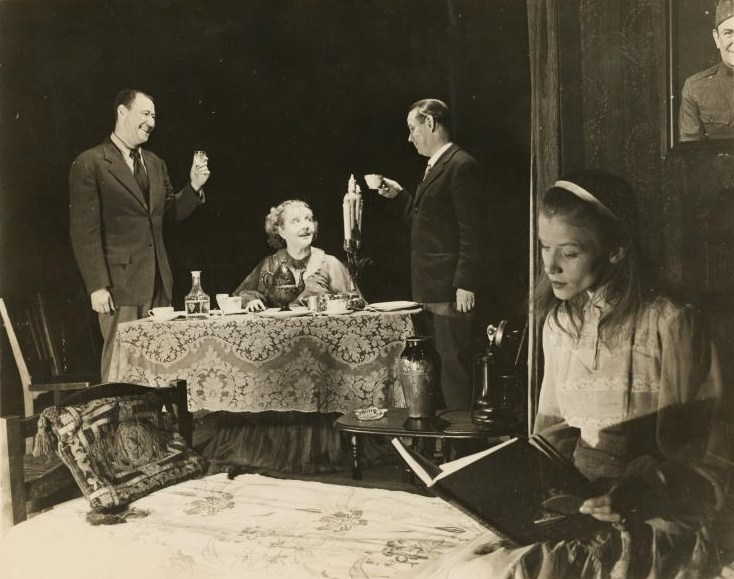
De g. à d. : Anthony Ross, Laurette Taylor, Eddie Dowling et Julie Haydon, dans La Ménagerie de verre (Broadway, 1945)

### Broadway (intégrale)
- 1935 : Bright Star de Philip Barry : Hope Blake
- 1938 : Shadow and Substance (en) de Paul Vincent Carroll (en), mise en scène de Peter Godfrey, costumes d'Helene Pons : Brigid
- 1939-1940 : The Time of Your Life (en) de William Saroyan : Kitty Duval[3]
- 1942 : Magie (Magic) de G. K. Chesterton : Patricia Carleon
- 1942 : Hello, Out There de William Saroyan : Ethel
- 1943 : The Patriots (en) de Sidney Kingsley (en) : Patsy
- 1945-1946 : La Ménagerie de verre (The Glass Menagerie) de Tennessee Williams, musique de scène de Paul Bowles, décors et lumières de Jo Mielziner : Laura Wingfield
- 1947 : Miracle in the Mountains de (et mise en scène par) Ferenc Molnár : Cicely
- 1947 : Our Lan' de Theodore Ward (en) : Libeth Arbarbanel

### Autres lieux (sélection)
- 1934 : Le Songe d'une nuit d'été (A Midsummer Night's Dream) de William Shakespeare, production et mise en scène de Max Reinhardt : Titania (Hollywood Bowl, Los Angeles)
- 1980 : La Ménagerie de verre (The Glass Menagerie) de Tennessee Williams : Amanda Wingfield (Off-Off-Broadway, New York)

## Filmographie partielle

### Cinéma
- 1931 : The Great Meadow de Charles Brabin : une pionnière
- 1931 : La Bête de la cité (The Beast of the City) de Charles Brabin : une blonde au poste de police
- 1932 : L'Âme du ghetto (Symphony of Six Million) de Gregory La Cava : Mlle Grey, infirmière de Felix
- 1932 : Les Conquérants (The Conquerors) de William A. Wellman : Frances Standish Lennox
- 1935 : Le Goujat (The Scoundrel) de Ben Hecht et Charles MacArthur : Cora Moore
- 1937 : Secrets de famille (A Family Affair) de George B. Seitz : Joan Hardy Martin

### Télévision
(séries, sauf mention contraire)
- 1954 : The United States Steel Hour (en), saison 1, épisode 22 The Grand Tour : Nell Valentine